# برايان كيسي
برايان كيسي هو لاعب هوكي الجليد كندي، ولد في 10 يناير 1973.

## وصلات خارجية
- برايان كيسي على موقع دوري الهوكي الوطني (الإنجليزية)
- برايان كيسي على موقع EliteProspects.com (الإنجليزية)